# Бекенштейн, Яаков
Яаков Давид Бекенштейн (ивр. יעקב בקנשטיין‎; 1 мая 1947, Мехико — 16 августа 2015, Хельсинки) — израильский физик-теоретик. Первым в мире высказал идеи относительно применения термодинамики к описанию чёрных дыр. Лауреат премии Вольфа по физике 2012 года. Член Израильской академии естественных и гуманитарных наук.

## Биография
Родился в Мехико. Его родители — Йосеф и Эстер Бекенштейн — эмигрировали в Мексику из Польши. Ещё в детстве переехал с семьёй в США. Высшее образование получил в политехническом университете Бруклина, Нью-Йорк, степень доктора — в Принстонском университете в 1972 году. В 1974 году переехал в Израиль, где стал преподавать физику в университете им. Бен-Гуриона. С 1990 года преподавал в Еврейском университете. В 2015 году был удостоен премии Эйнштейна от Американского физического общества за новаторскую работу по энтропии черных дыр и усилий по объединению квантовой механики и гравитации. Умер 16 августа 2015 года в Хельсинки.
Бекенштейн имел троих детей. Все трое детей стали учеными. Бекенштейн был известен как человек религиозный: «Я смотрю на мир как на произведение Бога, Он установил конкретные законы и мы восхищаемся ими, познавая их через научную работу».

## Вклад в физику
В 1972 году Бекенштейн первым предположил, что чёрные дыры должны иметь чётко определённую энтропию, пропорциональную площади её поверхности. Также Бекенштейн сформулировал обобщённый второй закон термодинамики, в том числе, для систем черных дыр. В 1974 году оба предположения были подтверждены Стивеном Хокингом (и, независимо от него, Я. Б. Зельдовичем), который первоначально опровергал идеи Бекенштейна. Основываясь на работах по термодинамике чёрных дыр, Бекенштейн продемонстрировал существования предела количества информации, которое может храниться в заданной ограниченной области пространства, имеющей конечное количество энергии — предел Бекенштейна. В 2004 году разработал релятивистский вариант модифицированной ньютоновской динамики Мордехая Милгрома (MOND), получивший сокращённое название TeVeS (англ. Tensor/Vector/Scalar).

## Награды
- 1977 — Премия Бергмана
- 1981 — Премия Ландау (Израиль)
- 1988 — Ротшильдовская премия по физике
- 2005 — Премия Израиля по физике[8]
- 2011 — Премия Вейцмана в точных науках
- 2012 — Премия Вольфа по физике
- 2015 — Премия Эйнштейна (Американское физическое общество)